# Hjalmar Fahlström
Carl Anders Hjalmar Fahlström, född den 27 juli 1878 i Ljusdals församling, Gävleborgs län, död den 29 augusti 1973 i Stockholm, var en svensk militär och ämbetsman.
Fahlström avlade studentexamen i Hudiksvall 1897. Han blev underlöjtnant vid Västerbottens regemente 1899, löjtnant där 1905, kapten 1915, major vid Vaxholms grenadjärregemente 1923 och vid Göta livgarde 1928. Fahlström var infanteribefälhavare i Vaxholms fästning 1928–1929. Han befordrades till överstelöjtnant i armén 1928, i Västernorrlands regemente 1929, och till överste i reserven 1933. Fahlström var avdelningschef i rikskommissionen för ekonomisk försvarsberedskap 1939–1940 och byråchef i statens arbetsmarknadskommission 1940–1946. Han blev riddare av Svärdsorden 1920 och av Vasaorden 1944.